# E4F1
Nhân tố sao chép E4F1 là một protein ở người được mã hóa bởi gen E4F1.

## Tương tác
E4F1 đã cho thấy có tương tác với:
- P16,[6]
- P53,[6][7] và
- RB1[8]